# Canal GOAT
Canal GOAT é um canal no YouTube, especializado na transmissão de eventos esportivos. Foi criado em 27 de fevereiro de 2019, e a partir de 27 de julho de 2023 se tornou um canal de transmissões esportivas. Junto com a CazéTV, é responsável por uma mudança significativa nos direitos de transmissões esportivas trazendo diversos eventos ao vivo para o YouTube.
Entre os principais torneios estão a Bundesliga, a Liga Saudita de Futebol e o Campeonato Carioca. Além disso, o canal tem os direitos internacionais em português da Copa Libertadores e da Copa Sul-Americana.